# Natacha Rambova
Natacha Rambova (Salt Lake City, 19 de enero de 1897-Pasadena, 5 de junio de 1966) fue una diseñadora de vestuario y de decorados, directora artística, guionista, productora cinematográfica y actriz ocasional de nacionalidad estadounidense, que trabajó en la época del cine mudo. Más adelante se dedicó al diseño de modas y a la egiptología.

## Primeros años
Su verdadero nombre era Winifred Shaughnessy, y nació en Salt Lake City, Utah. Su padre, Michael Shaughnessy, había luchado para la Unión durante la guerra de Secesión. Su madre, Winifred Kimball, era nieta del patriarca mormon Heber C. Kimball. La madre de Rambova se casó cuatro veces, decidiendo finalmente su boda con el magnate de la perfumería Richard Hudnut. Rambova fue adoptada por su padrastro, pasando a tener el nombre legal de Winifred Hudnut. Por su conducta díscola fue mandada a un estricto internado británico, donde aprendió ballet, francés, dibujo y mitología.

## Carrera como bailarina
Rambova estaba dotada para el ballet, y estudió con Rosita Mauri en la Ópera Garnier durante los veranos. Viajó con frecuencia a Londres para ver a intérpretes como Anna Pávlova, Nijinsky y Theodore Kosloff. Justo antes del estallido de la Primera Guerra Mundial, Rambova volvió a San Francisco (California), donde insistió ante su familia en su deseo de dedicarse al ballet. Finalmente se le permitió viajar a la ciudad de Nueva York, donde estudió bajo las órdenes de Kosloff. En esa época, con 17 años, cambió su nombre a Natacha Rambova. Con Kosloff interpretó primeros papeles femeninos, trabajando con él en la Russian Ballet Company.
Rambova se enamoró de Kosloff, de 32 años, casado y con una hija inválida en Europa, y la pareja inició una tormentosa relación. La madre de la artista acusó de estupro y secuestro a Kosloff, esperando que fuera deportado. Rambova, a fin de ocultarse de su madre, se trasladó a Nueva York y posteriormente a Canadá y a Inglaterra. Finalmente, los cargos fueron retirados.

## Diseño cinematográfico
A su vuelta, Rambova fue de gira con la compañía de Kosloff. Además de bailar, empezó a diseñar vestuario. Tras la gira, Kosloff fue contratado por Cecil B. DeMille para actuar y para trabajar en diseños, colaborando Rambova con él. Kosloff aprovechó los diseños de Rambova utilizándolos como propios.
Kosloff conoció a la actriz rusa Alla Nazimova, y le envió a Rambova para que le mostrara diseños, que reclamaba como propios, cuando realmente eran de ella. Nazimova acabó enterándose de que Rambova era la diseñadora, por lo que le ofreció un puesto como directora artística y diseñadora de vestuario, ofreciéndole 5.000 dólares por película.
Antes de firmar para Nazimova, el trabajo de Rambova fue utilizado en cuatro filmes de DeMille, entre ellos Why Change Your Wife?, interpretado por Gloria Swanson y Thomas Meighan. Su primer título con Nazimova fue Billions, en 1920. Conoció a Rodolfo Valentino en el plató de Uncharted Seas en 1921, empezando a trabajar juntos en Camille. Hans Poelzig y Emil-Jaques Ruhlmann fueron su inspiración para varios decorados de la película, y Rambova estaba determinada a traer el art decó a Estados Unidos, movimiento que ya estaba transformando el cine en Europa. El film fracasó, y finalmente la Metro decidió finalizar su contrato con Nazimova. 
En 1922 Rambova también dejó la Metro para trabajar en las producciones de Nazimova, siendo su siguiente diseño el del film A Doll's House. Los diseños de Rambova para Salomé se basaron en dibujos de Aubrey Beardsley. Además de con el diseño de vestuario, Rambova contribuyó al guion del film bajo el alias de «Peter M. Winters». La película fue un fracaso de taquilla, y fue uno de los últimos estrenos de Nazimova, además de ser su última colaboración con Rambova.

## Influencia sobre la carrera de Valentino
Valentino firmó con la compañía Famous Players-Lasky en 1921, Rambova empezó a diseñar vestuario para el siguiente film del actor, The Young Rajah. Esta película fue uno de los mayores fracasos de Valentino.
Más adelante, Valentino contrató a un nuevo mánager, George Ullman. Ullman sugirió que Valentino y Rambova tomaran parte en una gira de baile para ayudar a la promoción del actor y mantener su nombre en el candelero. La pareja estuvo de acuerdo, y la gira fue un gran éxito. En la misma, Rambova aparecía bajo el nombre de Winifred Hudnut.
Una vez concluido el tour, Valentino y Rambova se casaron. En 1924 Rambova había negociado un contrato con J.D. Williams para que Valentino firmara para Ritz Carlton Pictures. En ese punto, la prensa empezó a culpar a Rambova de los errores en la carrera de Valentino, pues ella era su principal asesora.
Tras dos años sin rodar, Valentino volvió con Monsieur Beaucaire, película en la que Rambova fue diseñadora de vestuario y directora artística. A pesar de su gran presupuesto, el film no tuvo éxito, y la mayor parte de la culpa se la llevó.
El matrimonio empezó a trabajar en el siguiente film de Valentino, A Sainted Devil. Rambova tomó el control de la producción, especialmente del vestuario y del reparto. Aunque Joseph Henabery era el director, Rambova le sustituyó extraoficialmente. De nuevo Rambova diseñó unos vestuarios muy fastuosos, trabajando junto a dos diseñadores, Norman Norell y Adrian, que más adelante tendrían carreras de éxito. Sin embargo, también A Sainted Devil fue un fracaso, dañando en gran medida a la carrera de Valentino.
Tras ello, la pareja puso sus esperanzas en The Hooded Falcon. Rambova escribió el argumento y de nuevo trabajó en la producción. Del guion se encargó en un principio June Mathis. Sin embargo, el proyecto tuvo problemas desde el principio, tanto de distribución como de financiación.
Además, durante la producción Rambova chocó con frecuencia con los amigos de Valentino. Rambova también tomó la decisión de que se cambiara el guion, lo que provocó el fin de la relación del matrimonio con Mathis.
Con The Hooded Falcon pospuesto, se presionó a Valentino para empezar Cobra. La mayor parte del reparto de The Hooded Falcon trabajó también en Cobra, y Rambova solo tomó parte en dos escenas antes de abandonar el proyecto, tras tener disputas con varios actores. Cobra también fue un fracaso, con lo que la fama y la carrera de Valentino quedaron en entredicho. Finalmente se decidió posponer indefinidamente The Hooded Falcon. Finalmente Valentino firmó un contrato con United Artists, con la condición de que Rambova no tomara parte en sus películas.

## Carrera como actriz
Como compensación, Rambova recibió 30.000 dólares para hacer un film según su criterio. Así, ella empezó a trabajar en What Price Beauty?, película que escribió y produjo, y en la cual también actuó. Estaba protagonizado por Nita Naldi, y debutaba en la pantalla en un pequeño papel la futura estrella Myrna Loy.  
Una vez iniciado el divorcio de Valentino, Rambova produjo e interpretó otra película, Do Clothes Make the Woman?, en la que trabajó junto a Clive Brook. La cinta finalmente se retituló When Love Grows Cold. Rambova quedó muy contrariada cuando en la distribución ella fue llamada «Mrs. Valentino», y a causa de ello no volvió a actuar en el cine.
Tras la muerte de Valentino, Rambova actuó en el vodevil y en el teatro en Broadway. También escribió una obra que no llegó a representarse, All that Glitters, que supuestamente detallaba su vida con Valentino.

## Carrera final
Rambova abrió una tienda de alta costura en la Quinta Avenida en 1927, que se mantuvo activa hasta 1934. Con su segundo marido, se dedicó a la compra de propiedades en Mallorca, modernizándolas para los turistas.
Tras divorciarse de su segundo marido, Rambova permaneció en Francia hasta la invasión alemana en la Segunda Guerra Mundial, momento en el que volvió a Nueva York. 
En los años cuarenta Rambova se fue interesando cada vez más por la Metafísica, dando apoyo económico a la Fundación Bollingen. En esa época publicó varios artículos sobre curación y astrología. Finalmente ayudó a descifrar inscripciones egipcias, y editó una serie de publicaciones titulada «Egyptian Texts and Religious Representations». También dio clases sobre mitología, simbolismo, y religión comparada.

## Relaciones y matrimonios
La primera relación sentimental de Rambova fue con Theodore Kosloff. Ella tenía 17 años y él 32. La relación fue tormentosa, y Kosloff llegó a dispararle un tiro en la pierna a Rambova, hecho que ella no llegó a denunciar.

### Rodolfo Valentino
Rambova conoció a Valentino en el plató de Uncharted Seas en 1921, y empezó a trabajar con él poco después, en el film Camille.  
Empezaron a vivir juntos al cabo de un año, pero tuvieron que separarse mientras duraba el proceso de divorcio de Valentino con Jean Acker. Una vez divorciado el actor, se casaron el 13 de mayo de 1922 en Mexicali, México. Sin embargo la ley exigía que pasara un año antes de volver a casarse, por lo cual Valentino fue arrestado por bigamia. June Mathis, George Melford y Thomas Meighan pagaron la fianza. Finalmente, ambos se volvieron a casar, esta vez de manera legal, el 14 de marzo de 1923, viviendo hasta entonces separados.
Aunque ambos compartían pasiones similares, Valentino y Rambova eran muy diferentes en su concepción de la vida doméstica y personal. Así, Valentino quería tener hijos, algo a lo que se negaba Rambova, la cual, según Nita Naldi, habría tenido tres abortos.
Rambova tampoco congeniaba con la familia y con los amigos de Valentino, y el matrimonio empezó a resentirse con motivo de las acusaciones que la prensa lanzó contra Rambova culpándola de los fracasos de su marido. Rambova dejó a Valentino al mes de que éste empezara el rodaje de The Eagle, anunciando la separación poco más tarde.

### Álvaro de Urzaiz
Rambova conoció a Álvaro de Urzaiz en un viaje a Europa en 1934. Urzaiz era un aristócrata español, con educación británica. Rambova se mudó a vivir con él a la isla de Mallorca. Cuando se desencadenó la guerra civil española, Urzaiz formaba parte del bando nacional, llegando a ser un comandante naval. Rambova se trasladó a Niza, donde sufrió un infarto agudo de miocardio a los 40 años de edad. Poco después, el matrimonio se divorció.

## Fallecimiento
A mediados de la década de 1960 se vio afectada por una esclerodermia, que le produjo malnutrición y delirios. Un primo la trasladó a Pasadena (California), donde falleció en 1966 a causa de un ataque cardiaco. Tenía 69 años de edad. Fue incinerada, y sus cenizas esparcidas en Arizona.

## Filmografía
| Año  | Película                   | Papel           | Observaciones                                                                            |
| ---- | -------------------------- | --------------- | ---------------------------------------------------------------------------------------- |
| 1917 | The Woman God Forgot §     |                 | Diseñadora de vestuario                                                                  |
| 1920 | Why Change Your Wife? §    |                 | Diseñadora de vestuario                                                                  |
| 1920 | Something to Think About § |                 | Directora artística, diseñadora de vestuario                                             |
| 1920 | Billions                   |                 | Directora artística, diseñadora de vestuario                                             |
| 1921 | Forbidden Fruit §          |                 | Diseñadora de vestuario                                                                  |
| 1921 | Camille §                  |                 | Directora artística, diseñadora de vestuario Sin acreditar                               |
| 1921 | Aphrodite                  |                 | Directora artística, diseñadora de vestuario (no rodada)                                 |
| 1922 | Beyond the Rocks §         |                 | Vestuario de Valentino                                                                   |
| 1922 | The Young Rajah            |                 | Diseñadora de vestuario Sin acreditar                                                    |
| 1923 | A Doll's House             |                 | Directora artística, diseñadora de vestuario                                             |
| 1923 | Salomé §                   |                 | Directora artística, diseñadora de vestuario, guionista Acreditada como Peter M. Winters |
| 1924 | The Hooded Falcon          |                 | Diseñadora de vestuario, decoradora, guionista (no rodada)                               |
| 1924 | Monsieur Beaucaire §       |                 | Diseñadora de vestuario, guionista                                                       |
| 1924 | A Sainted Devil            |                 | Directora artística, diseñadora de vestuario, guionista                                  |
| 1925 | What Price Beauty?         |                 | Productora, guionista                                                                    |
| 1925 | When Love Grows Cold       | Margaret Benson | Como actriz                                                                              |

§ Indica filmes conservados hoy en día